# Sławomir Pietras
Sławomir Pietras (ur. 28 listopada 1943 w Czeladzi) – polski menedżer kultury, dyrektor naczelny polskich teatrów operowych, znawca opery i baletu, z wykształcenia prawnik.

## Biografia
Ukończył studia na Wydziale Prawa Uniwersytetu Adama Mickiewicza w Poznaniu. Podczas studiów założył Towarzystwo Przyjaciół Opery w Poznaniu. Należał też do Zrzeszenia Studentów Polskich.
W latach 1966–1970 był wiceprzewodniczącym Stowarzyszenia Polskiej Młodzieży Muzycznej. Już podczas studiów uprawiał publicystykę muzyczną na łamach „Gazety Poznańskiej” i tygodnika kulturalnego „Nurt”. Był także redaktorem cotygodniowej audycji Margines muzyczny w Polskim Radiu.
W latach 1969–1970 kierownik artystyczny Estrady Poznańskiej, a następnie: asystent dyrektora Opery Śląskiej w Bytomiu (1970–1971), dyrektor administracyjny Opery Wrocławskiej (1971–1972) i Operetki Dolnośląskiej (1972–1973), współzałożyciel i menedżer Polskiego Teatru Tańca (1973–1979), zastępca dyrektora Opery Wrocławskiej (1979–1982), dyrektor naczelny Teatru Wielkiego w Łodzi (1982–1991) i jednocześnie dyrektor naczelny Opery Wrocławskiej (1990–1991), dyrektor naczelny Teatru Wielkiego w Warszawie (1991–1994), dyrektor naczelny Teatru Wielkiego w Poznaniu (1995–2009) i jednocześnie w latach 2005–2006 dyrektor Teatru Wielkiego – Opery Narodowej.
W długoletniej karierze menedżerskiej zorganizował kilkadziesiąt tournée zagranicznych kierowanych przez siebie zespołów, prezentując je m.in. w Bonn, Stuttgarcie, Heilbronn, Xanten, Hamburgu, Frankfurcie, Bremie, Lubece, Kassel, Getyndze, Bregencji, Zurychu, Amsterdamie, Sztokholmie, Lyonie, Paryżu, Montpellier, Carcassonne, Mesynie, Budapeszcie, Sankt Petersburgu, Moskwie, Mińsku, Barcelonie, Maladze, a nawet na dalekiej Martynice. W latach swoich dyrekcji teatrów w Łodzi, Warszawie i Poznaniu organizował popularne comiesięczne warsztaty operowe dla publiczności.
Dyrektor artystyczny Łódzkich Spotkań Baletowych, Festiwalu Moniuszkowskiego w Kudowie-Zdroju, Festiwalu Ave Maria w Czeladzi, Festiwalu Hoffmannowskiego w Poznaniu i Leszczyńskiego Festiwalu Muzycznego im. Romana Maciejewskiego. Inicjator Poznańskich Dni Verdiego, Poznańskiej Wiosny Baletowej i Lądeckiego Lata Baletowego. Wieloletni współpracownik Festiwalu Adama Didura w Sanoku i Bydgoskiego Festiwalu Operowego. 
W latach 1992–1993 zasiadał w Radzie ds. Kultury przy Prezydencie RP. W wyborach samorządowych w 2002 ubiegał się o urząd prezydenta Poznania z ramienia SLD-UP, zajmując 4. miejsce spośród 12 kandydatów.
W 2002, wraz z 25 innymi osobami, był sygnatariuszem listu w obronie abpa Juliusza Paetza, podejrzewanego o seksualne molestowanie kleryków.
Felietonista „Życia Warszawy”, tygodnika „Angora” i „Gazety Lekarskiej”.
Od 2009 w ramach współpracy z łódzką agencją Grand Tour, programuje wizyty polskich melomanów na spektaklach operowych i baletowych w czołowych teatrach operowych świata (Mediolan, Nowy Jork, Londyn, Paryż, Sankt Petersburg, Moskwa, Werona, Wenecja, Rzym, Wiedeń, Hamburg, Barcelona, Berlin, Tokio, Zurych, Wilno i wiele innych).

## Książki
- Sławomir Pietras. Bez kurtyny, opr. Małgorzata Karbowiak, 1991.
- Felietony operowe, 2016.
- Wejście dla artystów, felietony, 2018.
- Zaproszenie do tańca, felietony, 2020.

## Odznaczenia
Został odznaczony Złotym Krzyżem Zasługi, Krzyżem Kawalerskim i Krzyżem Oficerskim Orderu Odrodzenia Polski. Otrzymał tytuł Zasłużonego Działacza Kultury. Przyznano mu honorowe obywatelstwo Poznania, Łodzi, Wrocławia, Będzina (2000), Czeladzi (2004), Lądka-Zdroju (2006), Kudowy-Zdroju i Warszawy (2012).
W 2005 został odznaczony Srebrnym Medalem „Zasłużony Kulturze Gloria Artis”. Członek honorowy Polskiego Stowarzyszenia Pedagogów Śpiewu.